# Soj
El río Soj (ruso: Сох) es un río de Kirguistán y Uzbekistán.
Nace en el límite de las montañas Alai y la cordillera de Turquestán e intenta desembocar en el valle de Ferganá. De forma natural es un afluente de la margen izquierda del río Sir Daria, pero todas sus aguas se usan para irrigación y no desemboca.
Tiene una longitud de 124 km en un área de captación de 3150 km², con una descarga promedio normal de 42,1 metros cúbicos por segundo.